# Italia all'Eurovision Young Musicians
L'Italia ha debuttato all'Eurovision Young Musicians 1986, svoltosi a Copenaghen, in Danimarca. Dopo aver partecipato a tre edizioni consecutive, la nazione si ritira dal 1992 al 2000 per poi tornare a partecipare nel 2002, e ritirarsi nuovamente per gli anni a seguire.

## Partecipazioni
- Primo posto
- Secondo posto
- Terzo posto

| Anno                                    | Artista           | Strumento   | Canzone                                                          | Posizione       | Posizione       |
| Anno                                    | Artista           | Strumento   | Canzone                                                          | Finale          | Semifinale      |
| --------------------------------------- | ----------------- | ----------- | ---------------------------------------------------------------- | --------------- | --------------- |
| 1986                                    | Carlo Balzaretti  | Pianoforte  | N.A.                                                             | Non qualificata | Non qualificata |
| 1988                                    | Domenico Nordio   | Violino     | 1) Concerto per Violino e orchestra in D, Op.47 di Jean Sibelius | 3º              | N.A.            |
| 1990                                    | Vittorio Ceccanti | Violoncello | N.A.                                                             | Non qualificata | Non qualificata |
| Nessuna partecipazione dal 1992 al 2000 |                   |             |                                                                  |                 |                 |
| 2002                                    | Anna Tifu         | Violino     | N.A.                                                             | Non qualificata | Non qualificata |
| Nessuna partecipazione dal 2004 al 2024 |                   |             |                                                                  |                 |                 |